# Hibiscus purpusii
Hibiscus purpusii är en malvaväxtart som beskrevs av T. S. Brandegee. Hibiscus purpusii ingår i Hibiskussläktet som ingår i familjen malvaväxter. Inga underarter finns listade i Catalogue of Life.